# Acacia caesariata
Acacia caesariata é uma espécie de leguminosa do gênero Acacia, pertencente à família Fabaceae.